# 支雄
支雄（3世纪—4世纪），十六国时期后赵将领。

## 生平

### 效力石勒
支雄是月氏人后裔。后赵开国君主石勒未发迹时，大约永兴二年（305年）王阳、夔安、支雄、冀保、吴豫、刘膺、桃豹、逯明八骑就追随他为群盗，又与后来加入的其他十人郭敖、刘徴、刘宝、张曀仆、呼延莫、郭黑略、张越、孔豚、赵鹿、支屈六合称十八骑。其中支屈六与支雄同为月氏人又同姓，或为支雄族人。
永凤二年（309年）三月，汉国安东大将军石勒进犯巨鹿、常山，聚众十余万，聚集衣冠人物，号为君子营，以张宾为谋主，刁膺为股肱，夔安、孔苌、支雄、桃豹、逯明为爪牙，并州的胡人、羯人多追随他。
嘉平二年（312年）二月，石勒在葛陂与聚集在寿春的晋军对峙，大雨不止，军中饥疫，死者大半，得知晋军将至，集合将佐商议。孔苌、支雄等三十余将请求趁晋军没有集结，各自率三百军队乘船分三十余路分兵夜攻寿春，斩晋将头，占据其城，抢其粮食，在当年就攻破丹杨，平定江南。石勒笑称这是勇将之计，各赐铠马一匹，但没有采纳而是撤军了。六月，石勒从葛陂北行，因一路皆坚壁清野，军队饿到互相吃。七月，石勒行军到东燕时听张宾之计，派支雄、孔苌从文石津绑木筏潜渡黄河，夺取汲郡坞堡首领向冰的船，石勒引兵从棘津渡河，大破向冰，尽得其钱财储粮，军势复振，因而长驱到邺城，本已降晋的原汉国长史临深、将军牟穆等又率众投降石勒。
拥众数万的游纶、张豺受幽州刺史王浚假署官职，据守苑乡，十二月，石勒派夔安、支雄等七将攻之，破其外垒。王浚派兵来救，被石勒所败。游纶、张豺请求投降称臣，石勒答应。
嘉平四年（314年）九月，支雄攻晋兖州刺史刘演于廪丘，为其所败。刘演遣将韩弘、潘良袭顿丘，斩石勒所任命的太守邵攀。支雄追击韩弘等，在廪丘杀死潘良。建元二年（316年）五月，石勒又攻刘演于廪丘，支雄、逯明于东武阳攻打叛将宁黑，破城，宁黑投河自杀，支雄等迁徙其部众万余人到襄国。
光初二年（319年），石勒称赵王，建立后赵，以中垒将军支雄、游击将军王阳领门臣祭酒，专门处理胡人辞讼。

### 效力石虎
建武四年（338年）正月，赵王石虎以支雄为龙骧大将军，姚弋仲为冠军将军，率步骑七万前锋讨伐段部鲜卑首领辽西公段辽。三月，石虎进屯金台，支雄长驱入蓟城，段辽所署渔阳太守马鲍、代相张牧、北平相阳裕、上谷相侯龛等都投降，赵军一共攻取四十余城。支雄攻安次，斩其部大夫那楼奇。
支雄在后赵官至司空，爵封始安郡公。后事不详。

## 后裔
- 支成。其墓志称支雄为琅琊人。
- 七世孙支光。